# Miyabi Tago
Miyabi Tago (japanisch 田子 雅, Tago Miyabi; * 15. Juli 1988 in der Präfektur Saitama) ist eine ehemalige japanische Hürdenläuferin, die sich auf die 400-Meter-Distanz spezialisiert hat.

## Sportliche Laufbahn
Erste internationale Erfahrungen sammelte Miyabi Tago im Jahr 2009, als sie bei den Ostasienspielen in Hongkong in 59,23 s die Goldmedaille gewann. Im Jahr darauf nahm sie an den Asienspielen in Guangzhou teil und belegte dort in 57,35 s den siebten Platz und 2011 wurde sie bei den Asienmeisterschaften in Kōbe in 57,35 S Vierte. 2016 bestritt sie in Osaka ihren letzten Wettkampf und beendete daraufhin ihre Karriere als Leichtathletin im Alter von 28 Jahren.

## Persönliche Bestleistungen
- 400 m Hürden: 55,99 s, 8. Mai 2010 in Osaka